# 角籽钩藤属
角籽钩藤属（学名：Cladoceras）是茜草科的一属。

## 下属物种
本属包括以下物种：
- Cladoceras rovumense I.Darbysh., J.E.Burrows & Q.Luke, 2022[2]
- Cladoceras subcapitatum (K.Schum. & K.Krause) Bremek.